# Ethmia chrysopyga
Ethmia chrysopyga је врста инсекта из реда лептира (Lepidoptera), који припада породици Elachistidae, а понекад је сврставају у породицу Depressariidae .

## Опис
Распон крила ове врсте је око 19мм, а дужина предњег крила 10-15мм. Боја предњих крила су црна, са три тамније црне тачке. Задња крила су нешто светлија, али исто црне боје. У почетку су гусенице зеленкасте са црним шиљастим брадавицама, затим постају сиво - беле, потом настају наранџасто-жуте и црне ознакеа и у поседњем стадијуму прелазе у црну боју. Јаја су по полагању бела, затим добијају наранџасту боју.

## Распрострањење и станиште
Насељава јужну и централну Европу, бележена је и у Турској. У Србији је присутна на Власинској висоравни и Бесној Кобили. Насељава топле ливаде са биљком хрнитељком - Thalictrum.

## Биологија
Одрасле јединке овог ноћног лептира су активне преко дана током пролећних месеци.. Слична је врсти Ethmia pyrausta, Гусенице се хране биљкама Thalictrum foetidum и Thalictrum minus. Гусенице живе појединачно, а пре улуткавања могу прећи велике раздаљине.

## Синоними
- Ethmia callidella Walshingham, 1910
- Psecadia chrysopyga Zeller, 1844
- Psecadia pyrausta

## Подврсте
- Ethmia chrysopyga subsp. andalusica (Staudinger, 1879)
- Ethmia chrysopyga subsp. chrysopyga (Zeller, 1844)
- Ethmia chrysopyga subsp. staudingeri Rebel, 1907